# Seguretat contra la radiació làser

Etiqueta d'advertència per a classe 2 i superior.

La seguretat contra la radiació làser és el disseny, l'ús i la implementació segurs de làsers per minimitzar el risc d'accidents amb làser, especialment els que impliquen lesions oculars. Com que fins i tot quantitats relativament petites de llum làser poden provocar lesions oculars permanents, la venda i l'ús de làsers normalment estan subjectes a les regulacions governamentals.
Els làsers de potència moderada i alta són potencialment perillosos perquè poden cremar la retina o fins i tot la pell. Per controlar el risc de lesions, diverses especificacions, per exemple 21 Code of Federal Regulations (CFR) Part 1040 als EUA i IEC 60825 internacionalment, defineixen "classes" de làser en funció de la seva potència i longitud d'ona. Aquestes normatives imposen als fabricants les mesures de seguretat necessàries, com ara etiquetar els làsers amb advertències específiques i utilitzar ulleres de seguretat làser quan utilitzeu làsers. Els estàndards de consens, com l'American National Standards Institute (ANSI) Z136, proporcionen als usuaris mesures de control dels perills del làser, així com diverses taules útils per calcular els límits d'exposició màxima admissible (MPE) i els límits d'exposició accessibles (AEL).
Els efectes tèrmics són la causa predominant de lesions per radiació làser, però els efectes fotoquímics també poden ser preocupants per a longituds d'ona específiques de la radiació làser. Fins i tot els làsers de potència moderada poden causar lesions a l'ull. Els làsers d'alta potència també poden cremar la pell. Alguns làsers són tan potents que fins i tot el reflex difús d'una superfície pot ser perillós per a l'ull.
| Interval de longituds d'ona | Efecte patològic                                                       |
| --------------------------- | ---------------------------------------------------------------------- |
| 180–315 nm (UV-B, UV-C)     | Fotoqueratitis (inflamació de la còrnia, equivalent a cremades solars) |
| 315–400 nm (UV-A)           | Cataracta fotoquímica (ennuvolament de la lent de l'ull)               |
| 400–780 nm (visible)        | Dany fotoquímic a la retina, cremada de la retina                      |
| 780–1400 nm (prop de IR)    | Cataracta, cremada de retina                                           |
| 1,4–3,0 μm (IR)             | Erupció aquosa (proteïna de l'humor aquós), cataracta, cremada corneal |
| 3.0 μm–1 mm                 | Cremada corneal                                                        |

A la Comunitat Europea (CE), els requisits de protecció ocular s'especifiquen a la norma europea EN 207. A més de l'EN 207, la norma europea EN 208 especifica els requisits per a les ulleres protectores per utilitzar-les durant l'alineació del feix. Aquests transmeten una part de la llum làser, permetent a l'operador veure on es troba el feix, i no proporcionen una protecció completa contra un cop directe del raig làser. Finalment, la norma europea EN 60825 especifica les densitats òptiques en situacions extremes.
Als EUA, les instruccions per a l'ús d'ulleres de protecció i altres elements d'ús segur del làser es donen a la sèrie d'estàndards ANSI Z136. Aquests estàndards de consens estan destinats als usuaris de làser, i les còpies completes es poden comprar directament a ANSI o a la Secretaria oficial de l'Acredited Standards Committee (ASC) Z136 i editor d'aquesta sèrie d'estàndards ANSI, el Laser Institute of America. Els estàndards són els següents:
- ANSI Z136.1 - Ús segur de làsers

Com a document principal de la sèrie Z136 d'estàndards de seguretat làser, el Z136.1 és la base dels programes de seguretat làser per a la indústria, l'exèrcit, la recerca i el desenvolupament (laboratoris) i l'educació superior (universitats).
- ANSI Z136.2 - Ús segur de sistemes de comunicació de fibra òptica que utilitzen díodes làser i fonts LED

Aquesta norma proporciona orientació per a l'ús, el manteniment, el servei i la instal·lació segurs de sistemes de comunicacions òptiques que utilitzen díodes làser o díodes emissors de llum que funcionen a longituds d'ona entre 0,6 μm i 1 mm. Els sistemes de comunicació òptica inclouen enllaços basats en fibra òptica d'extrem a extrem, enllaços terrestres fixos punt a punt d'espai lliure o una combinació d'ambdós.
- ANSI Z136.3 - Ús segur de làsers a l'assistència sanitària
- ANSI Z136.4 - Pràctica recomanada per a les mesures de seguretat làser per a l'avaluació de perills
- ANSI Z136.5 - Ús segur de làsers en institucions educatives
- ANSI Z136.6 - Ús segur de làsers a l'exterior
- ANSI Z136.7 - Prova i etiquetatge d'equips de protecció làser
- ANSI Z136.8 - Ús segur de làsers en investigació, desenvolupament o proves
- ANSI Z136.9 - Ús segur de làsers en entorns de fabricació